# Torralba
Torralba (sardinski: Turàlva) je grad i općina (comune) u pokrajini Sassariju u regiji Sardiniji, Italija. Nalazi se na nadmorskoj visini od 435 metara i ima 974 stanovnika.
 Prostire se na 36,5 km². Gustoća naseljenosti je 27 st/km².
Susjedne općine su: Bonnanaro, Bonorva, Borutta, Cheremule, Giave i Mores.